# Oleksandr Zubkov
Oleksandr Valerijovyč Zubkov (in ucraino Олександр Валерійович Зубков?; Makiïvka, 3 agosto 1996) è un calciatore ucraino, attaccante del Trabzonspor e della nazionale ucraina.

## Carriera

### Club
Cresciuto nelle giovanili dello Šachtar, esordisce in prima squadra il 15 maggio 2016. 

### Nazionale
Dopo aver giocato nelle rappresentative under-18, under-19 e under-20 dell'Ucraina, il 27 maggio 2016 esordisce con l'under-21.
Il 7 ottobre 2020 esordisce in nazionale maggiore nell'amichevole persa 7-1 contro la Francia.
Convocato per gli Europei nel 2021, il 3 giugno dello stesso anno segna il suo primo gol con l'Ucraina, contribuendo alla vittoria in amichevole contro l'Irlanda del Nord (1-0).

## Statistiche
Statistiche aggiornate al 13 maggio 2022.
| Squadra            | Stagione           | Campionato         | Campionato | Campionato | Coppe nazionali | Coppe nazionali | Coppe nazionali | Coppe continentali | Coppe continentali | Coppe continentali | Altre coppe | Altre coppe | Altre coppe | Totale | Totale |
| Squadra            | Stagione           | Comp               | Pres       | Reti       | Comp            | Pres            | Reti            | Comp               | Pres               | Reti               | Comp        | Pres        | Reti        | Pres   | Reti   |
| ------------------ | ------------------ | ------------------ | ---------- | ---------- | --------------- | --------------- | --------------- | ------------------ | ------------------ | ------------------ | ----------- | ----------- | ----------- | ------ | ------ |
| 2015-2016          | Šachtar            | PL                 | 1          | 0          | KU              | 1               | 0               | -                  | -                  | -                  | -           | -           | -           | 2      | 0      |
| 2016-2017          | Šachtar            | PL                 | 8          | 0          | KU              | 2               | 0               | -                  | -                  | -                  | -           | -           | -           | 10     | 0      |
| 2017-2018          | Šachtar            | PL                 | 8          | 0          | KU              | 2               | 0               | UCL                | 1                  | 0                  | -           | -           | -           | 11     | 0      |
| 2018-2019          | Mariupol'          | PL                 | 22         | 8          | KU              | 0               | 0               | -                  | -                  | -                  | -           | -           | -           | 22     | 8      |
| 2019-2020          | Ferencváros        | NB1                | 28         | 9          | MK              | 0               | 0               | UCL+UEL            | 6+8                | 1+0                | -           | -           | -           | 42     | 10     |
| 2020-2021          | Ferencváros        | NB1                | 25         | 5          | MK              | 2               | 1               | UCL                | 7                  | 0                  | -           | -           | -           | 34     | 6      |
| 2021-2022          | Ferencváros        | NB1                | 20         | 1          | MK              | 3               | 2               | UCL+UEL            | 7+4                | 0                  | -           | -           | -           | 34     | 3      |
| Totale Ferencvaros | Totale Ferencvaros | Totale Ferencvaros | 73         | 15         |                 | 5               | 3               |                    | 32                 | 1                  |             | -           | -           | 110    | 19     |
| 2022-2023          | Šachtar            | PL                 | 17         | 5          | KU              | 0               | 0               | UCL+UEL            | 5+4                | 2+0                | -           | -           | -           | 26     | 7      |
| 2023-2024          | Šachtar            | PL                 | 25         | 5          | KU              | 4               | 1               | UCL+UEL            | 6+2                | 0+0                | -           | -           | -           | 37     | 6      |
| 2024-2025          | Šachtar            | PL                 | 10         | 5          | KU              | 1               | 0               | UCL                | 5                  | 2                  | -           | -           | -           | 16     | 7      |
| Totale Šachtar     | Totale Šachtar     | Totale Šachtar     | 69         | 15         |                 | 10              | 1               |                    | 23                 | 4                  |             | -           | -           | 102    | 20     |
| Totale carriera    | Totale carriera    | Totale carriera    | 164        | 38         |                 | 15              | 4               |                    | 55                 | 5                  |             | -           | -           | 234    | 47     |

### Cronologia presenze e reti in nazionale
| Cronologia completa delle presenze e delle reti in nazionale ― Ucraina | Cronologia completa delle presenze e delle reti in nazionale ― Ucraina | Cronologia completa delle presenze e delle reti in nazionale ― Ucraina | Cronologia completa delle presenze e delle reti in nazionale ― Ucraina | Cronologia completa delle presenze e delle reti in nazionale ― Ucraina | Cronologia completa delle presenze e delle reti in nazionale ― Ucraina | Cronologia completa delle presenze e delle reti in nazionale ― Ucraina | Cronologia completa delle presenze e delle reti in nazionale ― Ucraina |
| Data                                                                   | Città                                                                  | In casa                                                                | Risultato                                                              | Ospiti                                                                 | Competizione                                                           | Reti                                                                   | Note                                                                   |
| ---------------------------------------------------------------------- | ---------------------------------------------------------------------- | ---------------------------------------------------------------------- | ---------------------------------------------------------------------- | ---------------------------------------------------------------------- | ---------------------------------------------------------------------- | ---------------------------------------------------------------------- | ---------------------------------------------------------------------- |
| 7-10-2020                                                              | Saint-Denis                                                            | Francia                                                                | 7 – 1                                                                  | Ucraina                                                                | Amichevole                                                             | -                                                                      | 71’                                                                    |
| 10-10-2020                                                             | Kiev                                                                   | Ucraina                                                                | 1 – 2                                                                  | Germania                                                               | UEFA Nations League 2020-2021                                          | -                                                                      | 69’                                                                    |
| 13-10-2020                                                             | Kiev                                                                   | Ucraina                                                                | 1 – 0                                                                  | Spagna                                                                 | UEFA Nations League 2020-2021                                          | -                                                                      | 65’                                                                    |
| 11-11-2020                                                             | Chorzów                                                                | Polonia                                                                | 2 – 0                                                                  | Ucraina                                                                | Amichevole                                                             | -                                                                      | 46’                                                                    |
| 14-11-2020                                                             | Lipsia                                                                 | Germania                                                               | 3 – 1                                                                  | Ucraina                                                                | UEFA Nations League 2020-2021                                          | -                                                                      | 75’                                                                    |
| 24-3-2021                                                              | Saint-Denis                                                            | Francia                                                                | 1 – 1                                                                  | Ucraina                                                                | Qual. Mondiali 2022                                                    | -                                                                      | 86’                                                                    |
| 28-3-2021                                                              | Kiev                                                                   | Ucraina                                                                | 1 – 1                                                                  | Finlandia                                                              | Qual. Mondiali 2022                                                    | -                                                                      | 58’                                                                    |
| 31-3-2021                                                              | Kiev                                                                   | Ucraina                                                                | 1 – 1                                                                  | Kazakistan                                                             | Qual. Mondiali 2022                                                    | -                                                                      | 67’                                                                    |
| 23-5-2021                                                              | Charkiv                                                                | Ucraina                                                                | 1 – 1                                                                  | Bahrein                                                                | Amichevole                                                             | -                                                                      | 46’                                                                    |
| 3-6-2021                                                               | Dnipro                                                                 | Ucraina                                                                | 1 – 0                                                                  | Irlanda del Nord                                                       | Amichevole                                                             | 1                                                                      | 46’                                                                    |
| 7-6-2021                                                               | Charkiv                                                                | Ucraina                                                                | 4 – 0                                                                  | Cipro                                                                  | Amichevole                                                             | -                                                                      | 46’                                                                    |
| 13-6-2021                                                              | Amsterdam                                                              | Paesi Bassi                                                            | 3 – 2                                                                  | Ucraina                                                                | Euro 2020 - 1º turno                                                   | -                                                                      | 13’                                                                    |
| 4-9-2021                                                               | Kiev                                                                   | Ucraina                                                                | 1 – 1                                                                  | Francia                                                                | Qual. Mondiali 2022                                                    | -                                                                      | 90’                                                                    |
| 8-9-2021                                                               | Plzeň                                                                  | Rep. Ceca                                                              | 1 – 1                                                                  | Ucraina                                                                | Amichevole                                                             | -                                                                      | 65’                                                                    |
| 9-10-2021                                                              | Helsinki                                                               | Finlandia                                                              | 1 – 2                                                                  | Ucraina                                                                | Qual. Mondiali 2022                                                    | -                                                                      | 77’                                                                    |
| 12-10-2021                                                             | Leopoli                                                                | Ucraina                                                                | 1 – 1                                                                  | Bosnia ed Erzegovina                                                   | Qual. Mondiali 2022                                                    | -                                                                      | 82’                                                                    |
| 11-11-2021                                                             | Odessa                                                                 | Ucraina                                                                | 1 – 1                                                                  | Bulgaria                                                               | Amichevole                                                             | -                                                                      | 61’                                                                    |
| 16-11-2021                                                             | Zenica                                                                 | Bosnia ed Erzegovina                                                   | 0 – 2                                                                  | Ucraina                                                                | Qual. Mondiali 2022                                                    | -                                                                      | 75’                                                                    |
| 1-6-2022                                                               | Glasgow                                                                | Scozia                                                                 | 1 – 3                                                                  | Ucraina                                                                | Qual. Mondiali 2022                                                    | -                                                                      | 79’                                                                    |
| 8-6-2022                                                               | Dublino                                                                | Irlanda                                                                | 0 – 1                                                                  | Ucraina                                                                | Qual. Mondiali 2022                                                    | -                                                                      | 46’                                                                    |
| 11-6-2022                                                              | Łódź                                                                   | Ucraina                                                                | 3 – 0                                                                  | Armenia                                                                | UEFA Nations League 2022-2023 - 1º turno                               | -                                                                      | 78’                                                                    |
| 21-9-2022                                                              | Glasgow                                                                | Scozia                                                                 | 3 – 0                                                                  | Ucraina                                                                | UEFA Nations League 2022-2023 - 1º turno                               | -                                                                      | 83’                                                                    |
| 24-9-2022                                                              | Erevan                                                                 | Armenia                                                                | 0 – 5                                                                  | Ucraina                                                                | UEFA Nations League 2022-2023 - 1º turno                               | 1                                                                      | 71’                                                                    |
| 27-9-2022                                                              | Cracovia                                                               | Ucraina                                                                | 0 – 0                                                                  | Scozia                                                                 | UEFA Nations League 2022-2023 - 1º turno                               | -                                                                      | 87’                                                                    |
| 12-6-2023                                                              | Brema                                                                  | Germania                                                               | 3 – 3                                                                  | Ucraina                                                                | Amichevole                                                             | -                                                                      | 71’                                                                    |
| 16-6-2023                                                              | Skopje                                                                 | Macedonia del Nord                                                     | 2 – 3                                                                  | Ucraina                                                                | Qual. Euro 2024                                                        | -                                                                      | 90+3’                                                                  |
| 14-10-2023                                                             | Praga                                                                  | Ucraina                                                                | 2 – 0                                                                  | Macedonia del Nord                                                     | Qual. Euro 2024                                                        | -                                                                      | 68’                                                                    |
| 17-10-2023                                                             | Ta' Qali                                                               | Malta                                                                  | 1 – 3                                                                  | Ucraina                                                                | Qual. Euro 2024                                                        | -                                                                      | 76’ 90+2’                                                              |
| 20-11-2023                                                             | Leverkusen                                                             | Ucraina                                                                | 0 – 0                                                                  | Italia                                                                 | Qual. Euro 2024                                                        | -                                                                      | 80’                                                                    |
| 21-3-2024                                                              | Zenica                                                                 | Bosnia ed Erzegovina                                                   | 1 – 2                                                                  | Ucraina                                                                | Qual. Euro 2024                                                        | -                                                                      | 76’                                                                    |
| 3-6-2024                                                               | Norimberga                                                             | Germania                                                               | 0 – 0                                                                  | Ucraina                                                                | Amichevole                                                             | -                                                                      | 65’                                                                    |
| 7-6-2024                                                               | Varsavia                                                               | Polonia                                                                | 3 – 1                                                                  | Ucraina                                                                | Amichevole                                                             | -                                                                      | 70’                                                                    |
| 11-6-2024                                                              | Chișinău                                                               | Moldavia                                                               | 0 – 4                                                                  | Ucraina                                                                | Amichevole                                                             | -                                                                      | 69’                                                                    |
| 21-6-2024                                                              | Düsseldorf                                                             | Slovacchia                                                             | 1 – 2                                                                  | Ucraina                                                                | Euro 2024 - 1º turno                                                   | -                                                                      | 67’                                                                    |
| 11-10-2024                                                             | Poznań                                                                 | Ucraina                                                                | 1 – 0                                                                  | Georgia                                                                | UEFA Nations League 2024-2025 - 1º turno                               | -                                                                      | 75’                                                                    |
| 14-10-2024                                                             | Breslavia                                                              | Ucraina                                                                | 1 – 1                                                                  | Rep. Ceca                                                              | UEFA Nations League 2024-2025 - 1º turno                               | -                                                                      | 22’                                                                    |
| 16-11-2024                                                             | Batumi                                                                 | Georgia                                                                | 1 – 1                                                                  | Ucraina                                                                | UEFA Nations League 2024-2025 - 1º turno                               | -                                                                      | 2’ 64’                                                                 |
| 7-6-2025                                                               | Toronto                                                                | Canada                                                                 | 4 – 2                                                                  | Ucraina                                                                | Amichevole                                                             | -                                                                      | 66’                                                                    |
| 10-6-2025                                                              | Toronto                                                                | Nuova Zelanda                                                          | 1 – 2                                                                  | Ucraina                                                                | Amichevole                                                             | -                                                                      | 74’                                                                    |
| Totale                                                                 |                                                                        | Presenze                                                               | 39                                                                     |                                                                        | Reti                                                                   | 2                                                                      |                                                                        |

## Palmarès

### Club

#### Competizioni nazionali
- Campionato ucraino: 4

Shakhtar: 2016-2017, 2017-2018, 2022-2023, 2023-2024
- Coppa d'Ucraina: 4

Shakhtar: 2015-2016, 2016-2017, 2017-2018, 2023-2024
- Supercoppa d'Ucraina: 1

Shakhtar: 2017
- Campionato ungherese: 3

Ferencváros: 2019-2020, 2020-2021, 2021-2022
- Coppa d'Ungheria: 1

Ferencváros: 2021-2022